# Marge the Meanie
«Marge the Meanie» (укр. «Мардж — паскуда») — двадцята серія тридцять третього сезону мультсеріалу «Сімпсони», прем'єра якої відбулась 8 травня 2022 року у США на телеканалі «Fox».
Серія присвячена пам'яті аніматора Ієна Вілкокса, який помер за 8 днів до того.

## Сюжет
Сім'я Сімпсонів відвідує матч із шаффлборду серед пенсіонерів. Під час гри Мардж дивиться на якусь жінку на трибунах. Після гри на вулиці Мардж підходить до тієї незнайомки, але та жахається і втікає, називаючи Мардж «паскудою». Жінка також говорить, що Мардж зруйнувала її життя. Мардж пояснює сім'ї, що жінка ― колишня директорка середньої школи, де Мардж навчалася.
Дізнавшись, що його мати була поганою дівчинкою у школі, Барт нарешті щасливий, що має когось, ким він може пишатися. Мардж згадує, що перейшовши до нової, середньої, школи їй було важко зі шкільними хуліганами. Однак, після того, як Мардж випадково знешкодила директорку Йорк, інші діти почали приймати Мардж, і вона не зупинилася на цій витівці… Барт знаходить у мамі нову подругу й обіймає її.
У «Башті Андроїда» продавець коміксів принижує своїх клієнтів. Натхненна Бартом, Мардж із сином знаходять спосіб помститися: вони намазують напій кривдника слизькою дитячою олією, через що його коли розливається на всі речі. Удвох Мардж з Бартом продовжують веселитися до обіду, де родина повинна визнати, як жартівливу вдачу Барт міг успадкувати від Мардж.
У таверні Мо Гомер намагається знайти щось спільне зі своїми дітьми, тому він вирішує спробувати перевірити, чи Ліса успадкувала щось від нього? Гомер виявляє, що вони обоє розділяють любов до їжі і щосили намагається зображати пристрасть до вегетаріанських смаків доньки, які йому не до вподоби.
У магазині Мардж і Барт жартують над Гелен Лавджой після її зауважень про те, що Сімпсони не купують коштовніші речі. Ввечері, у ліжку Мардж з Бартом жартують над Гомером. Водночас, Мардж починає замислюватися про свої витівки і розповідає про проблеми чоловікові.
Наступного дня Мардж із сином йде дол супермаркету, але він зачинений, бо містер Бернс ненавидить, коли поруч з ним купують бідні люди. Коли Бернс виходить з магазину, вони жартують з ним, але витівка заходить занадто далеко, і його збивають кілька автомобілів, а потім його б'є струмом на лініях електропередач…
На щастя Бернс вижив, але це змушує Мардж піти до терапевтки. Та радить Мардж знайти директорку Йорк і вибачитись перед нею, після чого її жага до жартів знову зникне.

Гомер намагається вподобати вегетеріанську кухню

Тим часом, поки Ліса готує, Гомер зізнається, що вегетеріанська їжа йому огидна і у нього немає нічого спільного з донькою. Однак, дегустуючи страву, вони виявляють, що у них є щось спільне ― спільні алергії. Водночас Ліса також відзначає, що вони обоє також мають добре серце.
Мардж намагається переконати себе припинити витівки, але Барт все таки переконує її на ще одну… Мардж жартує над своєю директоркою за допомогою чорнил у квітах для «вибачень». Коли з'являється і Барт, Йорк не витримує цього і в ексдиректорки стається серцевий напад. Вони викликають швидку допомогу, і Барт молиться, що він ладен відмовитися від жартів, аби Йорк вижила. Однак, Мардж і директорка пожартували над ним, щоб дати йому урок.
У фінальній сцені, коли Мардж вкладає Барта спати і говорить, що вона закінчує з витівками, вони ще раз жартують одне над одним.
На початку кінцевих титрів показано сцену, де Мардж пише листи з вибаченнями всім численним людям, над якими вони жартували. Після цього показано початкову заставку мультсеріалу у пришвидшеному темпі й у зворотному порядку.

## Цікаві факти та культурні відсилання
- Тарілка із трьома чвертями зелених бобів і чвертю жовтих відображає досліди засновника генетики Грегора Менделя. Якщо один зелений горошок схрестити із жовтим горошком, то будь-який зелений горошок, що вийде, матиме один зелений і один жовтий ген; якщо схрестити цей «гібридний» зелений горошок, три чверті з них буде зеленими, а чверть – жовтими.
- Мардж уявляє себе Суперменом або Uber-меном[1].
- Жарт над Гелен Лавджой, коли на касі проговорюються непотрібні товари, ― відсилання до фільму «Фотограф» (англ. «Pecker») 1998 року[1].
- У серії подано сатиру на багаторічне очікування продовження фільму «Аватар» 2009 року[1].
- У зворотній заставці, коли Меґґі повертається на касову стрічку, касовий апарат показує «повернення» (англ. «refunfd»).

## Ставлення критиків і глядачів
Під час прем'єри серію переглянули 0,85 млн осіб, з рейтингом 0.3, що зробило її найменш популярною серією серіалу на той час.
Тоні Сокол з «Den of Geek» дав серії чотири з половиною з п'яти зірок, сказавши, що серія ― «це щось, що можна принести матері додому і все одно відчувати себе винним, з багатьма дотепами. Останні вибачення Мардж ідеально об'єднали все фіаско. Це робить тонке глузування над фальшивими вибаченнями дуже правдивим».
Маркус Ґібсон із сайту «Bubbleblabber» оцінив серію на 7/10, сказавши:
|  | У цій серії «Сімпсонів» святкують День матері багатьма розіграшами та посмішками. В результаті виходить приємний пустотливий акт, який викликає більше сміху, ніж шкоди. Хоча розповідь про розіграші не зовсім нова, вона компенсує м'яко солодким зображенням несподіваного зв'язку Барта з Мардж через їхні спільні інтереси. Я б навіть сказав, що це підходящий подарунок до Дня матері для мам, які все ще люблять тривалий серіал. |

Згідно з голосуванням на сайті The NoHomers Club більшість фанатів оцінили серію на 3/5 із середньою оцінкою 3,43/5.